# Bc
bc (basic calculator) — інтерактивний інтерпретатор Сі-подібної мови, що може виконувати обчислення із довільною заданою точністю. Часто використовується як калькулятор командного рядка у UNIX-подібних операційних системах. Традиційна реалізація bc була оболонкою до калькулятора dc, що виконував обчислення у польському інверсному записі. Вона виконувала перетворення з інфіксного запису в інверсний польський. Сучасна версія GNU bc [Архівовано 24 квітня 2011 у Wayback Machine.] є окремою програмою.

## Синтаксис
```
 
bc
 
[
 
-hlwsqv
 
]
 
[
long-options
]
 
[
  
file
 
…
 
]

 
-l
 
:
 
викликає
 
стандартну
 
бібліотеку
 
математичних
 
функцій.

 
-w
 
:
 
виводить
 
попередження
 
щодо
 
Posix-розширень
 
bc.

 
-s
 
:
 
використовує
 
мову
 
Posix
 
bc.

 
-q
 
:
 
не
 
виводить
 
привітання
 
bc.

 
-v
 
:
 
вказує
 
версію
 
програми
 
і
 
завершує
 
роботн.

 
-h
 
:
 
викликає
 
довідку

```

## Оператори та ключові слова
Більшість операторів bc (окрім ^) повторюють аналогічні у мові Сі.
- +,-,*,/ : додавання, віднімання, множення, ділення
- % : знаходження остачі від цілочисельного ділення
- ^ : піднесення до степеня
- sqrt(i) : видобування квадратного кореня від числа i
- <, >, <=, >=, !=, == : порівняння
- = : оператор присвоєння
- ++, -- : інкремент, декремент
- +=, -=, *=, /=, ^=, %= : обчислення з присвоєнням
- scale = i : встановлення точності обчислень, де i – кількість цифр після коми
- ibase = i : встановлення основи системи числення для вхідних даних, де i  є базисом (2 <= i <= 16)
- obase = i : встановлення основи системи числення для вихідних даних, де i  є базисом (2 <= i <= 16)
- last : виведення останнього обчисленого значення
- if(E)[S1…] else [S2…] : оператор вибору (якщо твердження E істинне, виконується S1, інакше — S2)
- while(E)[S…] : оператор циклу, що виконує S, доки твердження E істинне
- for(E1;E2;E3)[S…] : оператор циклу
- break : зупинка виконання циклу
- continue : завершення поточної ітерації циклу
- halt : завершує роботу bc
- return : повертає код 0 при виході з функцій
- return i : повертає код змінної i при виході з функції
- define a(b) : визначає символьне ім'я, іменовану константу чи функцію
- print <список> : вивід даних на екран

## Функції математичної бібліотеки
За необхідності, можна використати бібліотеку математичних функції.
- s(i) : синус i, де i вимірюється у радіанах
- c(i) : косинус i, де i вимірюється у радіанах
- a(i) : арктангенс, повертає радіани
- e(i) : експонента
- l(i) : натуральний логарифм i
- j(n, x) : функція Бесселя

## Приклади використання
```
 
$
 
bc
 
-lq

 
for
(
i
=
0
;
i<
5
;
i++
)
 
e
(
i
)
 

 
1
.00000000000000000000

 
2
.71828182845904523536

 
7
.38905609893065022723

 
20
.08553692318766774092

 
54
.59815003314423907811

```

```
 
$
 
bc
 
-lq

 
scale
 
=
 
10

 
for
(
i
=
5
;
i<
10
;
i++
)
 
j
(
i,1
)

 
.0002497577

 
.0000209383

 
.0000015023

 
.0000000942

 
.0000000052

```

```
 
$
 
bc
 
-lq

 
if
 
((
2
+2
)==
4
)
print
 
"2+2 = 4"
 
else
 
" 2+2 !=4 "

 
2
+2
 
=
 
4

 
if
 
((
2
+2
)==
5
)
print
 
"2+2 = 5"
 
else
 
"2+2 != 5 "

 
2
+2
 
!
=
 
5

```

```
 
$
 
echo
 
75
*125
 
|
 
bc

 
9375

```

Обчислення Пі:
```
 
$
 
bc
 
-lq

 
scale
=
100

 
4
*a
(
1
)

 
3
.141592653589793238462643383279502884197169399375105820974944592307
\

 
8164062862089986280348253421170676

```